# Villaret Vell
Villaret Vell és una masia de Sant Hilari Sacalm (Selva) inclosa a l'Inventari del Patrimoni Arquitectònic de Catalunya.

## Descripció
Masia aïllada, situada als afores del nucli de Sant Hilari Sacalm, on s'hi arriba prenent un camí particular que hi ha al costat dret de la carretera que porta a Villavecchia, just davant per davant de Villaret Nou.
L'edifici, de grans dimensions, consta de planta baixa, dos pisos i golfes, i està cobert per una teulada a doble vessant, desaiguada als laterals, amb el ràfec força pronunciat, amb les encavallades de fusta visibles.
A la façana principal, a la planta baixa, hi ha la porta d'entrada en arc de mig punt format per dovelles de pedra, i també amb els brancals de carreus de pedra. Al costat dret hi ha una obertura en arc pla amb llinda de pedra, i al costat esquerre dues obertures més, també en arc de llinda, la més pròxima a la porta té llinda i brancals de pedra.
Al primer pis, just sobre la porta d'entrada, un balcó sense llosana, amb barana de ferro forjat, amb l'obertura amb llinda monolítica i brancals de carreus de pedra. Flanquejant aquest balcó, un altre balcó al costat dret i una finestra al costat esquerre, tots amb llinda monolítica i brancals de carreus de pedra.
Al segon pis, tres finestres situades al mateix eix que les obertures de la planta baixa i el primer pis. Totes tenen brancals i llinda de pedra, i les dues finestres laterals també ampit de pedra. La finestra central, s'intueix que molt possiblement també habia estat un balcó d'iguals característiques del que es troba en el mateix eix al primer pis.
A les golfes, una finestra situada en el mateix eix d'obertura que la porta d'entrada, amb llinda brancas i ampit de pedra. Al costat esquerre d'aquesta, una petita obertura quadrangular.
Els murs són de maçoneria i la façana està arrebossada i pintada. A l'altura del segon pis, hi ha un rellotge de sol.
Al voltant de la casa hi ha dependències annexes, a destacar la pallissa-corts, on a la planta baixa hi havia les corts, i al pis la pallissa. D'aquesta construcció cal destacar una sisterna que es troba a la planta baixa, un pou que hi ha adossat al davant, i les tres obertures en arc de mig punt emmarcats amb maons al pis (la pallissa). Els murs d'aquesta construcció són de maçoneria, i les obertures estan emmarcades amb maons disposats en sardinell. Una teulada a doble vessant cobreix l'edifici.

## Història
Villaret apareix ja esmentat a la dotació de l'església de Sant Hilari l'any 1199 i la masia en un fogatge de 1553. L'edifici actual, però, és fruit d'una reforma dels anys 1761 i 1771, tal com indiquen les inscripcions. Al segle xix continuaren les modificacions i la construcció de la pallissa tal com indiquen les dates, 1834 i 185?, inscrites a les respectives llindes de les portes.